# Liste der Monuments historiques in Authon-Ébéon
Die Liste der Monuments historiques in Authon-Ébéon führt die Monuments historiques in der französischen Gemeinde Authon-Ébéon auf.

## Liste der Bauwerke
| Bezeichnung                       | Beschreibung                 | Standort     | Kennzeichnung | Schutzstatus | Datum | Bild           |
| --------------------------------- | ---------------------------- | ------------ | ------------- | ------------ | ----- | -------------- |
| Schloss Authon                    | Errichtet im 16. Jahrhundert | (Lage)       | PA00104607    | Inscrit      | 1972  | weitere Bilder |
| Kirche Notre-Dame-de-l’Assomption | Erbaut im 12. Jahrhundert    | (Lage)       | PA00104606    | Classé       | 1907  | weitere Bilder |
| Römischer Pfeiler                 | Römisches Monument           | Ébéon (Lage) | PA00104608    | Classé       | 1840  | weitere Bilder |

## Liste der Objekte
| Bezeichnung          | Beschreibung                       | Standort                        | Kennzeichnung | Schutzstatus | Datum | Bild |
| -------------------- | ---------------------------------- | ------------------------------- | ------------- | ------------ | ----- | ---- |
| Gisant eines Ritters | Stein, Anfang des 16. Jahrhunderts | in der Kirche Notre-Dame (Lage) | PM17001557    | Inscrit      | 1989  |      |